# Neomyia peronii
Neomyia peronii är en tvåvingeart som först beskrevs av Robineau-desvoidy 1830.  Neomyia peronii ingår i släktet Neomyia och familjen husflugor. Inga underarter finns listade i Catalogue of Life.